# Argomedo
Argomedo ist ein spanischer Ort in der Provinz Burgos der Autonomen Gemeinschaft Kastilien und León. Der Ort gehört zur Gemeinde Valle de Valdebezana. Argomedo ist über die Straße BU-526 zu erreichen und liegt 94 Kilometer nördlich der Provinzhauptstadt Burgos.

## Einwohnerentwicklung
| 2000 | 2001 | 2002 | 2003 | 2004 | 2005 | 2006 | 2007 | 2008 |
| 39   | 43   | 40   | 40   | 39   | 35   | 36   | 36   | 35   |

| 2009 | 2010 | 2011 | 2012 | 2013 | 2014 | 2015 | 2016 | 2017 |
| 33   | 28   | 30   | 31   | 28   | 29   | 26   | 26   | 21   |

## Sehenswürdigkeiten
- Kirche Asunción de Nuestra Señora, erbaut Mitte des 19. Jahrhunderts